# 泥尔河乡
泥尔河乡，是中华人民共和国黑龙江省绥化市绥棱县下辖的一个乡镇级行政单位。

## 行政区划
泥尔河乡下辖以下地区：
双丰村、永发村、跃进村、勇敢村、抚北村、卫星村、进军村和青山村。